# Флорень (Румунія)
Флорень, Флорені (рум. Floreni) — село у повіті Васлуй в Румунії. Адміністративно підпорядковане місту Мурджень.
Село розташоване на відстані 248 км на північний схід від Бухареста, 48 км на південний схід від Васлуя, 106 км на південь від Ясс, 90 км на північ від Галаца.

## Населення
За даними перепису населення 2002 року у селі проживала 641 особа, усі — румуни. Усі жителі села рідною мовою назвали румунську.